# Terre del Reno
Terre del Reno ist eine italienische Gemeinde mit 10.142 Einwohnern (Stand 31. Dezember 2023) in der Provinz Ferrara in der Emilia-Romagna.

## Geographie
Die Gemeinde liegt etwa 11 km westlich von Ferrara nördlich des Flusses Reno. Das Gemeindegebiet grenzt im Süden an die Metropolitanstadt Bologna.

## Geschichte
Terre del Reno wurde durch eine zum 1. Januar 2017 genehmigte Fusion aus den bis dahin selbstständigen Gemeinden Sant’Agostino und Mirabello gebildet.